# Tasso (Córsega do Sul)
Tasso é uma comuna francesa na região administrativa de Córsega, no departamento de Córsega do Sul. Estende-se por uma área de 16,67 km². 